# Tráfico de sentimientos
Tráfico de sentimientos es el segundo mixtape del cantante colombiano Camilo, bajo su nombre real Camilo Echeverry. Iba a ser el segundo álbum de estudio del cantante después de haber ganado el reality show musical Factor XS. Fue lanzado el 25 de octubre de 2010 a través de Sony Music Colombia.

## Lista de canciones
| N.º   | Título                            | Duración |  |
| 1.    | «Más que amiga»                   | 3:22     |  |
| 2.    | «Culpable»                        | 2:57     |  |
| 3.    | «Llegaste a mí»                   | 3:34     |  |
| 4.    | «Quiero explicarte»               | 3:08     |  |
| 5.    | «En el aire»                      | 3:29     |  |
| 6.    | «Doble filo»                      | 3:47     |  |
| 7.    | «Nadie le avisó a mi corazón»     | 3:11     |  |
| 8.    | «Cómo le digo»                    | 3:23     |  |
| 9.    | «Todo va a estar bien»            | 3:13     |  |
| 10.   | «Te vi un momento»                | 3:21     |  |
| 11.   | «Sólo si dices sí»                | 3:42     |  |
| 12.   | «Tráfico de sentimientos»         | 3:06     |  |
| 13.   | «Cómo le digo (Versión acústica)» | 3:06     |  |
| 43:29 |                                   |          |  |